# Monumento a los Azoreños
El Monumento a los Azoreños (en portugués Monumento aos Açorianos) es un monumento de la ciudad de Porto Alegre, en homenaje a la llegada, en 1752, de las primeras sesenta parejas de azoreños que poblaron la ciudad.
La obra posee 17m de altura por 24m de largo. Tiene un estilo futurista y está localizado en el Largo dos Açorianos (que también alberga el histórico Puente de Piedra), cerca del Centro Administrativo del Estado. Construido en 1973, hecho en acero, es una obra del escultor Carlos Tenius y simboliza una carabela, compuesta de cuerpos humanos entrelazados, con una figura alada en la parte frontal que recuerda al mitológico Ícaro.